# Ludwig Klages
Ludwig Klages (10. december 1872 i Hannover - 29. juli 1956) var en tysk filosof, psykolog og grafologisk teoretiker.

## Livsforløb
Klages var født i Hannover i Tyskland. Han studerede fysik, filosofi og kemi ved Münchens Universitet, men efter at have færdiggjort sin doktorgrad i kemi besluttede han sig til aldrig at arbejde som kemiker. I Münchens kunstnermiljø mødte han billedhuggeren Hans Busse og sammen med Georg Meyer grundlagde de Deutsche Graphologische Gesellschaft i 1894.
I München mødte Klages også forfatteren Karl Wolfskehl, mystikeren Alfred Schuler og den såkaldte "Bohemegrevinde af Schwabing" forfatteren og oversætteren Fanny zu Reventlow, som blev hans elskerinde. Sammen med Wolfskehl, Schuler og forfatteren Ludwig Derleth dannede han en gruppe kaldet Münchens Kosmiske Cirkel.

Digteren Stefan George var en del af Klages vennekreds, og han skrev en bog, der lovpriste Georges poesi i 1902, men det er uklart, om George også var med i den kosmiske cirkel. George distancerede sig fra Klages' mystiske filosofi (der deltes af Schuler), men fortsatte med at udgive Klages' digte i sit tidsskrift Blätter für die Kunst.

Wolfskehl præsenterede Klages for den schweiziske antropolog og sociolog Johann Jakob Bachofen (1815-1887), hvis forskning i matriarkalske klaner og deres forbindelse til et urmatriarkat inspirerede Klages.

Klages udviklede i dette kunstner- og bohememiljø en filosofi, der modstillede den "degenerede" moderne verden med antikken og Tysklands mystiske fortid og tildelte kunstneren en heroisk rolle i arbejdet med at skabe et nyt samfund. 

Ved udbruddet af Første Verdenskrig i 1914 flyttede Klages til Schweiz og forsørgede sig selv som freelanceskribent og foredragsholder. Han vendte tilbage til Tyskand i 1923 og blev i 1932 tildelt Goethe-medaljen for Kunst og Videnskab. I 1936 kom han under angreb fra de nazistiske myndigheder for manglende opbakning til regimet, og på sin 70 års fødselsdag i 1942 blev han fordømt af mange tyske aviser. Efter krigen ændredes hans status markant, og han blev ved flere lejligheder æret af Forbundsrepublikkens regering, særligt på sin 80 års fødselsdag i 1952.

## Værker
Klages skabte en komplet grafologisk teori og er særlig forbundet med begreberne formniveau, rytme og bipolær tokning. Han er vigtig, fordi hans filosofi sammen med Friedrich Nietzsche og Henri Bergsons tanker var en forudsætning for udviklingen af eksistentiel fænomenologi. Ligeledes skabte han begrebet logocentrisme i 1920'erne.
Han skrev 14 bøger og 60 artikler mellem 1910-1948) og var medredaktør af tidsskrifterne Berichte (1897-8) og dets efterfølger Graphologische Monatshefte indtil 1908.
Hans vigtigste værker er:
- Der Geist als Widersacher der Seele (1929)
- Die Grundlagen der Charakterkunde

Ved Klages død bad den tyske filosof Jürgen Habermas om, at Klages' "erkendelser vedrørende antropologi og sprogfilosofi "ikke skulle efterlades "gemt bag sløret af Klages' anti-intellektualistiske metafysik og apokalyptiske historiefilosofi". Habermas karakteriserede disse erkendelser som "ikke gammeldags, men forud for deres tid".